# Міністерство лісового господарства Республіки Білорусь

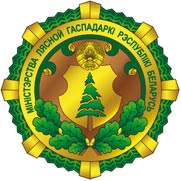
Геральдичний знак — емблема Міністерства лісового господарства

Міністерство лісового господарства Республіки Білорусь (Мінлісгосп Білорусі) — відомство уряду Білорусі, уповноважене щодо питань впорядкування лісокористування. Міністр лісового господарства призначається і знімається з посади президентом.

## Будова
- Апарат — 5 відділів, 3 управління;
- 6 обласних лісогосподарських об'єднань;
- Підприємства — «Белдзіпралес», «Белгослес», «Белгосохота», «Беллесекспарт»;
- Установи — «Беллесаабарона», «Беллесрад» та лісовий селекційно-насінєвий центр;
- Училище кадрів лісового господарства;
- Білоруська лісова газета, журнал «Лісове та мисливське господарство».

## Завдання
Згідно Частини 3 Статуту міністерство має наступні завдання:
- впорядкування використання, охорону, захист і відновлення лісів, полювання;
- упорядкування діяльності лісових і мисливських господарств та підпорядкованих установ;
- нагляд за використанням, охороною та відновленням лісів, полюванням;
- забезпечення окупності роботи підлеглих лісових господарств;
- забезпечення споживачів деревиною та лісоматеріалами;

## Повноваження
Відповідно до Частини 5 Статуту МЛГ володіє повноваженнями на:
- видання відомчих постанов;
- запит інформації в установах;
- подачу позову в суд про стягнення за шкоду лісу, диким тваринам та середовищу їх існування;
- схвалення постанов про припинення шкідливих чинників на ліс, на диких тварин та середовище їх перебування.[1]